# タンマーム・サラーム
タンマーム・サーイブ・サラーム（アラビア語: تمّام صائب سلام、1945年5月13日 - ）は、レバノンの政治家。2014年2月から2016年12月までレバノン共和国首相を務めた。また、2014年5月から2016年10月まで同国暫定大統領を務めた。
無所属のスンナ派政治家の一人。3月14日同盟に近いが、3月8日同盟とも依然良好な関係にある。

## 生い立ち
ベイルートのスンナ派の名家の長男として生まれる。父のサーイブ・サラームは独立後にレバノンの首相を何度か務めた政治家で、母のタミマ・マルダム・ベイクはダマスカス出身のシリア人。祖父のサリーム・アリー・サラームも政治家で、オスマン帝国と大レバノン時代にオスマン帝国議会のベイルート代表やベイルート市長を歴任した。タンマームには姉と弟がそれぞれ2人いる。
ベイルートのブルンマナ高校とハイガジアン大学を卒業。イギリスで取得した経済学とマネジメント論の学位を有する。

## 青年期の経歴
大学卒業後、タンマームは実業家を経て1970年代初頭に政界入りした。1973年には、混乱の最中にあるレバノンで中道路線を取る「改革運動の先駆者たち」を結成した。この組織は父サーイブの私兵団とも見なされたが、レバノン内戦の初期に戦闘行為に加わることを防ぐためにタンマームによって解散された。
1978年、タンマームはベイルートのNPO「マカーシド財団」の理事となり、1982年にはサラーム家が代々受け継いできたその総裁職に就任した。タンマームは2000年9月に総裁を退任し、現在は名誉総裁となっている。後に、サーイブ・サラーム文化・高等教育財団の総裁にも就任した。

## 政治における経歴
サラームは1992年の総選挙に立候補したが、シリアのレバノンにおける強い影響力に反対する抗議運動が発生したため取り下げた。このボイコットによって、サラームはレバノンのキリスト教徒を支援し、国内の宗派間のバランスを保つことを狙った。1996年の総選挙では、ベイルートから無所属の国会議員として初当選を果たした。しかし、2000年の総選挙では落選した。2005年の総選挙には立候補しなかった。
2005年2月14日のラフィーク・ハリーリー元首相暗殺後、サラームは国内の暗殺事件の責任をシリアに求める大規模な抗議運動に関連して、「レバノンにおいて、感情につき動かされた遊びは非常に危険なゲームだ。ハリーリー自身、けっして認めなかったゲームだ」と述べた。
2008年7月11日、サラームはフアード・シニオラ首相から文化相に任命された。2009年の総選挙で国会議員にも再び当選した。サラームはサード・ハリーリーと選挙同盟を結び、ベイルート第3選挙区のハリーリーの候補者リストに名を連ねた。国会では無所属の議員となった。レバノン第1ブロックの一員であったが、どの政党にも所属しておらず、中道派となった。

### 首相職
2013年3月23日にナジーブ・ミーカーティー首相が辞任すると、サラームは暫定首相に指名された。3月14日同盟はサラームを正式に首相に推薦した。4月6日には国会が128票中124票の賛成多数で、サラームに組閣を命じた。2014年2月15日、サラームは24人の閣僚からなる新政権の発足を発表した。

### 大統領代行
2014年5月24日にミシェル・スライマーンが大統領を任期満了で退任したが、議会で後継の大統領が決まらず、2016年10月31日に3月8日同盟と3月14日同盟との間で合意が成立するまでの2年5ヶ月もの間、大統領代行を務めた。首相職は同年12月18日に退いた。

## 家族
ラマー・バドレッディーンと結婚している。前妻との間に3人の子供がいる。